# Brachymeria denieri
Brachymeria denieri är en stekelart som beskrevs av Blanchard 1942. Brachymeria denieri ingår i släktet Brachymeria och familjen bredlårsteklar. Inga underarter finns listade.